# 青島足球倶楽部
青島足球倶楽部（漢音読み：チンタオ-そっきゅうくらぶ、中国語: 青岛足球俱乐部）は、中華人民共和国の山東省青島市をホームタウンとしていたプロサッカークラブ。

## 歴史
元中国代表選手で山東省出身の戚務生代表、郝海東ディレクター、宿茂臻監督の体制化の下で2013年1月29日に青島海牛足球倶楽部が設立された。クラブ名の海牛は青島市のプロサッカークラブである青島中能でも1994年から2004年までの間使用されていた名称であり、青島市のサッカーの黄金時代を象徴する名前となっていた。
2013年11月3日、中国サッカー・乙級リーグの昇格プレーオフで河北中基を破って優勝し、中国サッカー・甲級リーグへの昇格を果たした。
2015年12月30日、地元青島を本拠とする黄海製薬が株式67.03%を取得して傘下に収めるとともに、2016年1月13日付でクラブ名を青島海牛足球倶楽部から青島黄海足球倶楽部に改称することが発表された。
2019年7月3日にバルセロナやマンチェスター・シティでプレーした元コートジボワール代表のヤヤ・トゥーレが加入。さらに8月18日には4月までヴィッセル神戸を指揮していたフアン・マヌエル・リージョが監督に就任。10月26日の上海申鑫戦に勝利してスーパーリーグへの昇格を決めた。
2022年4月12日、青島足球倶楽部は資金不足による債務補填ができず、さらに新型コロナウイルス感染症の影響でスポンサーが減少したため、プロリーグからの撤退を発表した。プロリーグからの撤退後もクラブは解散を宣言せず、引き続き育成組織や学校サッカーに注力すると表明していた。2023年9月30日、クラブの2008年生まれの選手たちを対象としたユースチームが青島半島の予備チームに編入された。

## タイトル

### 国内タイトル
- 中国サッカー・甲級リーグ：1回
  - 2019
- 中国サッカー・乙級リーグ：1回
  - 2013

### 国際タイトル
- なし

## 過去の成績
| シーズン | ディビジョン | ディビジョン | ディビジョン | ディビジョン | ディビジョン | ディビジョン | ディビジョン | ディビジョン | ディビジョン | 中国FAカップ |
| シーズン | リーグ       | 試           | 勝           | 分           | 敗           | 得           | 失           | 点           | 順位         | 中国FAカップ |
| -------- | ------------ | ------------ | ------------ | ------------ | ------------ | ------------ | ------------ | ------------ | ------------ | ------------ |
| 2013     | 乙級リーグ   | 19           | 14           | 5            | 0            | 36           | 5            | 36           | 1位          | -            |
| 2014     | 甲級リーグ   | 30           | 7            | 10           | 13           | 36           | 47           | 31           | 12位         | 準決勝敗退   |
| 2015     | 甲級リーグ   | 30           | 7            | 12           | 11           | 26           | 39           | 33           | 11位         | 2回戦敗退    |
| 2016     | 甲級リーグ   | 30           | 19           | 2            | 9            | 52           | 42           | 59           | 3位          | 2回戦敗退    |
| 2017     | 甲級リーグ   | 30           | 16           | 4            | 10           | 56           | 40           | 52           | 4位          | 3回戦敗退    |
| 2018     | 甲級リーグ   | 30           | 13           | 10           | 7            | 63           | 44           | 49           | 4位          | 3回戦敗退    |
| 2019     | 甲級リーグ   | 30           | 17           | 6            | 7            | 59           | 36           | 57           | 1位          | 4回戦敗退    |
| 2020     | 超級リーグ   | 20           |              |              |              |              |              |              | 14位         |              |

- 2020シーズンは新型コロナウイルス感染拡大の影響により、8チームずつ2つのグループに分かれて予選を行い、各グループ上位4チーム計8チームが優勝を争う決勝トーナメントに、下位4チーム計8チームが降格を争う残留プレーオフに進む形で開催された。

## 歴代監督
- 宿茂臻 2013-2015
- ジョルディ・ヴィニャルス（英語版） 2015-2019
- フアン・マヌエル・リージョ 2019-2020

## 歴代所属選手
- ジョルジェ・ラキッチ 2015-2018
- 金承龍 2015
- ゴラン・ゴギッチ 2015
- 巴力 2016-
- ゴッドフレッド・カリカリ 2016-
- ジョアン・ベルドゥ 2017-
- 趙石 2017-
- フランシスコ・サンダサ 2018
- 鄧卓翔 2017-
- 殷亜吉 2018-
- クレオ 2018-2020
- リカルド・ヴァス・テ 2019
- ヤヤ・トゥーレ 2019-2020